# W. Harkess & Son
W. Harkess & Son Ltd. war ein Schiffbauunternehmen mit Werften in Sunderland und Middlesbrough (North East England). Das Unternehmen beschäftigte sich in der Hauptsache mit dem Bau von Küstenschiffen, Colliers und Fischereifahrzeugen.

## Geschichte
Ab 1847 betrieb William Harkess seine erste Werft in North Shore, Sunderland. Das eigentliche Unternehmen wurde 1853 gegründet und 1857 siedelte Harkess seinen Betrieb auf einen neuen Werftbetrieb in Middlesbrough um. Das Unternehmen führte in den frühen Jahren seines Bestehens Schiffsreparaturen aus und baute ab 1863 Küstenfrachter wie beispielsweise die bis heute erhaltene La Palma, Trampschiffe und Kleinfahrzeuge.

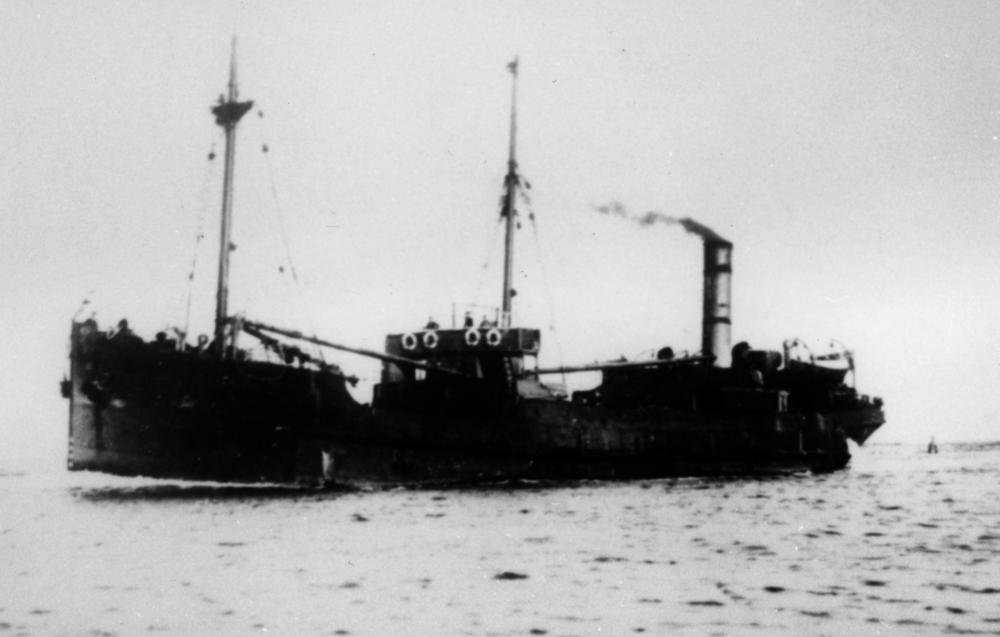
Die 1910 bei Harkess gebaute Kowhai (ex Hopeful)

Im Ersten Weltkrieg entstanden Minensucher der Aberdare-Klasse und der Castle-Klasse sowie Wachschiffe und Typ-X-Leichter für die Britische Admiralität, daneben War-Standardschiffe des Typs „D“ und Dampf-Colliers. Eines der im deutschen Sprachraum bekannt gewordenen Schiffe dieser Bauära war die 1915 gebaute und 1951 vor Borkum gesunkene Teeswood. Nach Kriegsende setzte die Werft zunächst das Kriegsbauprogramm fort und führte dann seine Neubautätigkeit bis Anfang der 1920er Jahre fort. Nachdem im August 1921 eines der bisher größten Schiffe, die Pedrosa, an spanische Auftraggeber abgeliefert worden waren, entstand bis zum Juli 1922 der letzte Neubau der Werft, das Küstenschiff Enid Dunford. Im Zuge der Schifffahrtskrise in den 1920er Jahren konnten keine weiteren Aufträge mehr gewonnen werden und die Werft wurde 1923 zusammen mit der benachbarten Middlesbrougher Werft Sir Raylton Dixon and Company an die Cleveland Shipbuilding Company – einem im Januar 1923 gegründeten Tochterunternehmen Charles Parsons’ Marine Steam Turbine Company – veräußert. Das neue Unternehmen konnte ebenfalls keine Neubauaufträge gewinnen und wurde 1931 mit sieben weiteren Werften zur Abwicklung in die National Shipbuilders Security überführt. Die Werft wurde daraufhin geschlossen, das Inventar verkauft und die ehemaligen Werftgebäude später abgebrochen.